# Sporulacja
Sporulacja (ang. sporulation) – proces wytwarzania spor, czyli przetrwalników. Zachodzi u bakterii, pierwotniaków, glonów, grzybów i roślin, gdy znajdują się w niekorzystnych dla ich życia warunkach środowiskowych (promieniowanie, ekstremalne ciepło lub zimno, brak odżywiania itp.). Często sporulacja utożsamiana jest z zarodnikowaniem (sporogenezą), czyli wytwarzaniem zarodników, część mykologów jednak odróżnia te dwa pojęcia, ograniczając pojęcie sporulacji tylko do wytwarzania przetrwalników.